# Terramoto em Celebes (2021)
Um terremoto atingiu a Regência de Majene, na província de Celebes Ocidental, na ilha indonésia de Celebes, no dia 15 de janeiro de 2021, às 02:28 WITA (18:28 UTC), com uma magnitude de momento de 6,2. Este terremoto foi sentido em Makassar, a capital de Celebes Meridional, e em Palu, em Celebes Central. Vários prédios também foram destruídos em cidades vizinhas, incluindo um prédio de três andares em Mamuju. Pelo menos 78 pessoas morreram e mais 830 ficaram feridas. O terramoto foi precedido por um abalo de 5,7 horas algumas horas antes.